# Cassolus pongchaii
Cassolus pongchaii là một loài bọ cánh cứng trong họ Bọ hung (Scarabaeidae).